# Otto Helmuth Gmelin
Otto Helmuth Gmelin (* 5. Juli 1876 in Wangen im Allgäu; † 29. Oktober 1925 in Esslingen) war ein deutscher Geschäftsmann, Fußball- und Tennisfunktionär sowie von 1909 bis 1910 erster und bisher einziger deutscher Präsident des FC Barcelona.

## Leben

### Kaufmann aus Württemberg

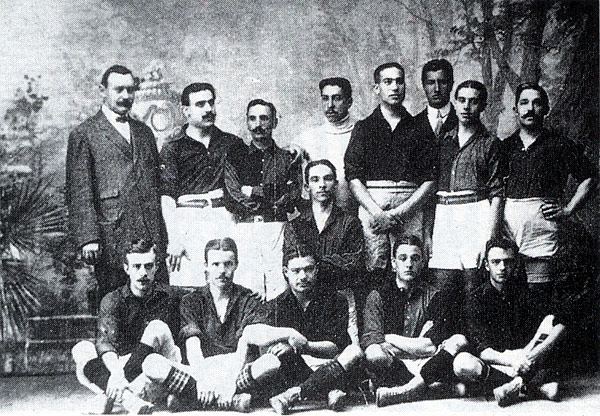
FC Barcelona (1910): Clubpräsident Otto Gmelin (stehend, Dritter von rechts) im Kreis der Mannschaft, die erstmals eine spanische Fußballmeisterschaft gewann.

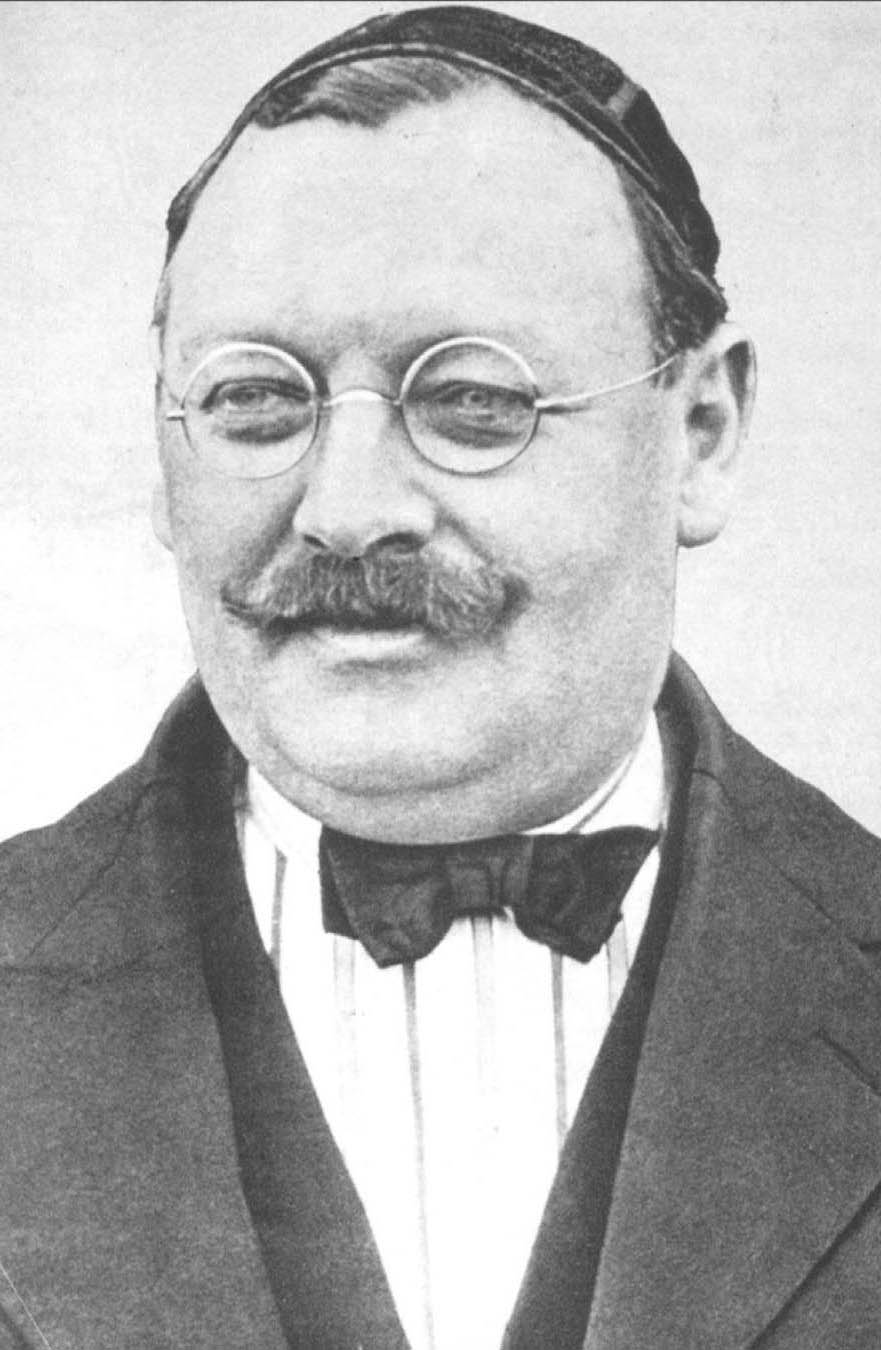
Vorgänger und Nachfolger Gmelins im Präsidentenamt des FC Barcelona: Clublegende Hans „Joan“ Gamper (1910)

Otto Helmuth Gmelin wurde 1876 im württembergischen Wangen im Allgäu geboren. Er war der dritte Sohn des Wangener Oberamtsrichters Wilhelm Ludwig Gmelin aus Gundelsheim (1832–1901) und dessen Frau Marie, Tochter des Stuttgarter Naturkundeprofessors und Theologen Oscar Fraas (1824–1897). Gmelin ist Spross einer alten schwäbischen Familie, aus der seit dem 16. Jahrhundert bedeutende Geisteswissenschaftler, Theologen, Naturforscher und Politiker hervorgegangen sind.
Nach Barcelona wanderte Otto Helmuth Gmelin aus, um dort als Importeur und Händler von Kolonialwaren sein Glück zu machen. Gmelin gehörte der deutschsprachigen evangelischen Gemeinde Barcelonas an, wo er den Schweizer Hans „Joan“ Gamper kennenlernte, der mit weiteren jungen Fußballbegeisterten unter anderem aus der protestantischen Gemeinde 1899 den FC Barcelona gegründet hatte.

### Präsidentschaft beim FC Barcelona
Gmelin war selbst nie Fußballspieler, leitete aber als Schiedsrichter einige Spiele. Als Vereinsgründer Gamper am 14. Oktober 1909 von seiner ersten Amtsperiode als Präsident zurücktrat, wählten die Vereinsmitglieder dessen bisherige rechte Hand Otto Gmelin zum Nachfolger. Gamper verblieb als Schatzmeister im Vorstand. Unter Gmelin erlebte der FC Barcelona die vorerst beste sportliche Saison seiner jungen Geschichte: Erstmals wurde Barcelona spanischer Fußballmeister, nachdem man im letzten Spiel gegen Español de Madrid einen 0:2-Rückstand aufholte. (*) Die katalanische Meisterschaft holte Barcelona ohne Punktverlust. Das Titel-Triple komplettierte der Gewinn des Pyrenäen-Pokals, der erste internationale Titel des Vereins.
Ein weiterer Höhepunkt der Saison war das allererste Spiel des FC Barcelona gegen ein Profiteam, die Cardiff Corinthians aus Wales, das die Mannschaft 4:1 für sich entscheiden konnte. Dieses Spiel macht anschaulich, dass sich unter Gmelins Präsidentschaft die Strukturen des bisherigen Amateurvereins stetig weiter professionalisierten.
Um die sportlichen Erfolge der Saison zu feiern, wurde am 17. Juli 1910 die erste offizielle Hymne des FC Barcelona uraufgeführt, die von José Antonio Lodeiro Piñeiros (1868–1934) komponiert worden war. Damit war der FC Barcelona der erste spanische Fußballverein, der eine Hymne hatte.
Während Gmelins Präsidentschaft wurde zudem das heutige Wappen in Schildform eingeführt, das von Carles Comamala im Rahmen eines Wettbewerbs entworfen worden war. Auch bei den Trikots gab es Änderungen: Die weißen Hosen, die seit der Gründung des Vereins verwendet wurden, wurden durch die bis heute genutzten blauen ersetzt.
Nach einer elfmonatigen Amtszeit übergab Gmelin am 17. September 1910 das Präsidentenamt wieder an Gamper. Mit dem Schweizer an der Spitze des Vereins kehrte er noch einmal von 1911 bis 1913 als Mitglied in den Vorstand zurück.

### Mitgründer der Tennisabteilung des FC Barcelona
Gmelin war – neben seiner Leidenschaft für den Fußball – auch ein großer Tennisfan, sowohl als Spieler als vor allem auch als Schiedsrichter. Er gehörte zu den Pionieren der Tennisabteilung des FC Barcelona und vertrat den Verein zusammen mit seinem Freund Gamper als Direktor der Asociación de Lawn-Tennis in Barcelona, dem Vorgänger des heutigen Königlichen Spanischen Tennisverbands.

### Tod in Deutschland
Gmelin wurde im Volksmund wegen seiner Körperfülle „Gran Otto“ genannt. Einen großen Teil seines Lebens hatte Gmelin mit gesundheitlichen Problemen zu kämpfen. Bereits länger schwer krank, kehrte er für die letzten Monate seines Lebens nach Deutschland zurück, wo er am 17. September  1925 in Esslingen starb.